# Eudorylas jakuticus
Eudorylas jakuticus är en tvåvingeart som beskrevs av Kuznetzov 1990. Eudorylas jakuticus ingår i släktet Eudorylas och familjen ögonflugor. Inga underarter finns listade i Catalogue of Life.